# Parque provincial Loro Hablador
El parque natural provincial Loro Hablador es un área protegida de la provincia del Chaco, en el norte de la Argentina. Está ubicado a 30 km al sur de la localidad de Fuerte Esperanza. Con una superficie protegida de 17 500 ha, conforma una de las unidades de conservación más relevantes de la provincia. 
Es un punto importante de estrategia regional en la conservación del bosque "Impenetrable". Fue creada con el objeto de asegurar la preservación de una porción del ecosistema  denominado "Chaco Seco", hábitat del loro hablador chaqueño (Amazona aestiva xanthopteryx) y ambiente más importante desde el punto de vista de la oferta de sitios para su nidificación. 

## Geografía

### Seccional de Guardaparque
Desde la ciudad de Resistencia por la ruta 16, se llega al límite interprovincial entre Chaco y Santiago del Estero, con desvío a derecha por un camino consolidado denominado "Picada Interprovincial", el cual bordea el parque nacional Copo, se recorren 95 km, al cruce con la Picada 20, donde a la izquierda luego de 20 km, se llega a la Seccional de Guardaparque. 
Desde la ciudad de Salta, por la misma ruta 16 hasta la localidad de Pampa de los Guanacos, de ahí al límite interprovincial y luego al resto del recorrido.

### Clima y relieve
Las escasas y torrenciales lluvias en verano, acumulando hasta 600 mm anuales, en invierno es extremadamente seco con algunas lloviznas tenues pero persistentes. El área es francamente continental, con elevada amplitud térmica estacional y diaria. Verano  caluroso, con temperaturas máximas hasta de 48 °C y el invierno es fresco, con algunos días fríos y rara ocurrencia de heladas. 
El relieve constituye una extensa llanura sedimentaria, con procesos hidromórficos intensos. En el siglo XXI no existe escurrimiento superficial.

### Ambientes del parque
Pastizales en paleocauces, comúnmente llamados "caños". El relieve plano ininterrumpido se halla cortado hacia el sur por la presencia de algunos paleocauces antiguos del sistema Bermejo-Juramento, con cauces arenosos e inactivos desde larga data. Estos sectores son las únicas zonas donde el bosque se interrumpe para dar lugar a pastizales de aibe (Elionurus muticus) en sitios con cierta presencia de arbustos. La vegetación de estos paleocauces está regida por pulsos de fuego. 
El bosque se encuentra dominado por quebrachos blancos (Aspidosperma quebracho-blanco), quebrachos colorados (Schinopsis quebracho-colorado) y acompañado por mistoles (Ziziphus mistol) y presenta otras pocas especies arbóreas secundarias. 
Como casi todos los sectores del bosque chaqueño seco, a pesar de su baja densidad poblacional presenta algún grado de perturbación por extracción forestal oportunista, antiguos volteos de árboles para la extracción de miel o pichones de loros y alteraciones en la estructura original por pastoreo de ganado vacuno extensivo. Actualmente el uso de la tierra en el Parque es para protección del bosque.

## Flora
Se protege el bosque de quebracho colorado santiagueño (Schinopsis quebracho-colorado) y del quebracho blanco (Aspidosperma quebracho-blanco).  Este quebrachal es la comunidad dominante y es un bosque medio alto de 16 a 18 m de altura.  El segundo estrato arbóreo, de 12 m, comprende mistol (Zizyphus mistol),  yuchán (Ceiba insignis),  guayacán (Caesalpinia paraguariensis). 

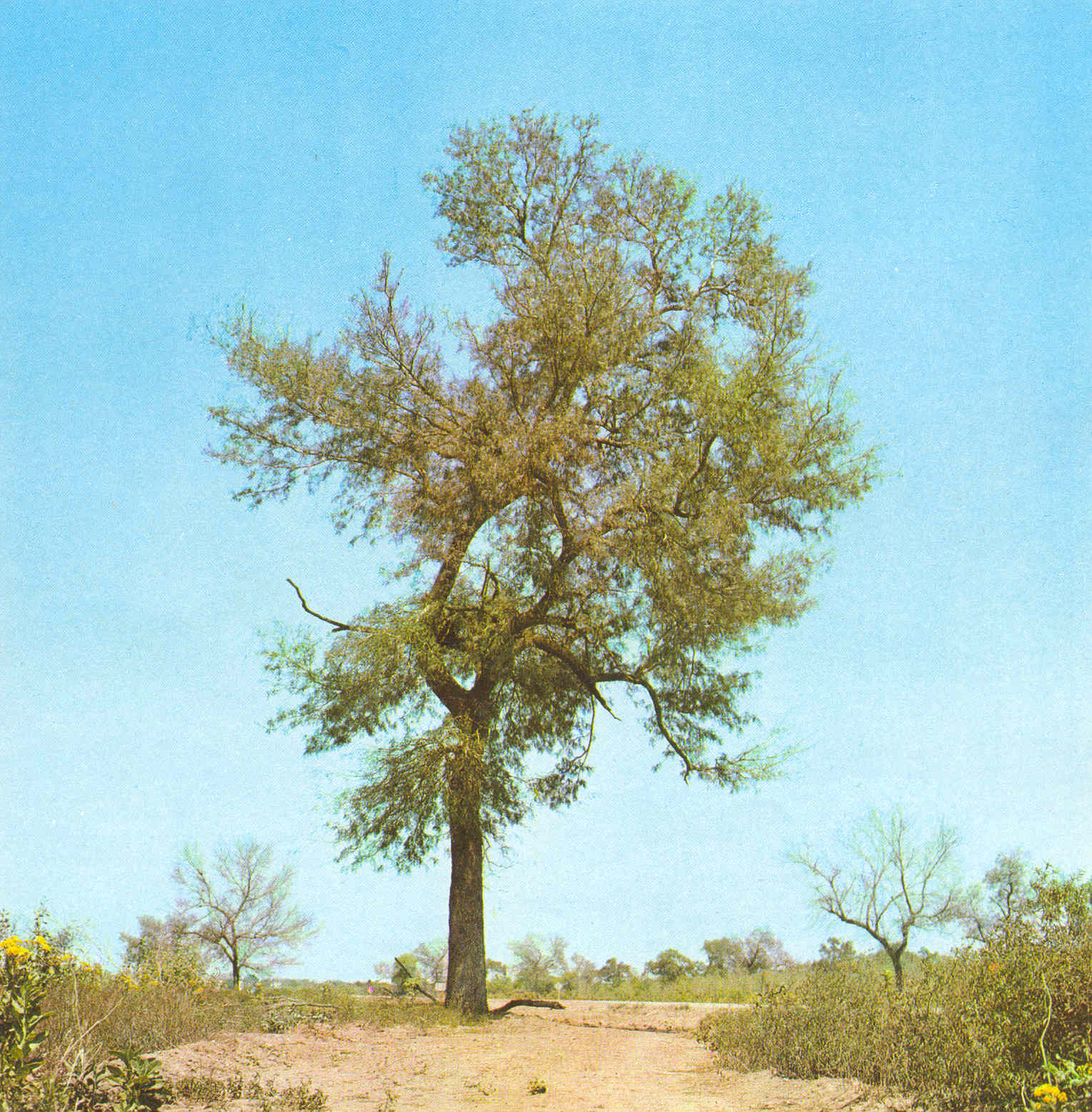
El quebracho colorado santiagueño.

El estrato arbustivo es más diverso y está dominado por leguminosas espinosas y Capparidáceas. El sotobosque presenta sectores de suelo desnudo o parcialmente cubierto por briófitas, aishpapela (Selaginella sellowii) y bromeliáceas espinosas.

## Fauna
Dada la difícil condición para el asentamiento humano, por falta de agua, difícil acceso, el Parque y el área que la circunda, aún alberga prácticamente todo el espectro de su fauna original. 

### Mamíferos
Entre su fauna se encuentra un notable número de grandes mamíferos: oso hormiguero (Myrmecophaga tridactyla), guazuncho (Mazama gouazoubira), puma (Puma concolor),  y pecaríes (Catagonus wagneri), e inclusive el raro tatú carreta (Priodontes maximus). Incluso el tigre o yaguareté (Panthera onca) aparece en forma ocasional. Son frecuentes especies menores, como conejos de los palos (Dolichotis salinicola) y quirquinchos (Tolypeutes matacus) (ver listado de vertebrados del Parque).

### Reptiles
Entre los reptiles se encuentra la tortuga chaqueña (Chelonoidis petersi) que se hace visible previa a una lluvia, y el   
gran lagarto colorado (Tupinambis rufescens) característico del chaco seco.

### Aves
Más de 150 especies de aves hay en el Parque (ver listado de aves del Parque), el loro hablador (Amazona aestiva), la chuña (Chunga burmeisteri), la charata (Ortalis canicollis), el calancate (Aratinga acuticaudata) y varias de carpinteros, palomas y espineros. 
- Familia RHEIDAE, Rhea americana, ñandú
- Familia TINAMIDAE, Crypturellus tataupa, tataupá; Nothoprocta cinerascens, inambú montaraz; Nothura darwini, inambú pálido; Eudromia formosa, martineta chaqueña
- Familia PODICIPEDIDAE, Rollandia rolland, macacito
- Familia PHALACROCORACIDAE, Phalacrocorax brasilianus, chumuco o biguá
- Familia ARDEIDAE, Nycticorax nycticorax, garza bruja; Syrigma sibilatrix, chiflón; Egretta thula, garcita blanca; Casmerodius albus, garza blanca; Bubulcus ibis, garcita bueyera; Butorides striatus, garcita azulada
- Familia THRESKIORNITHIDAE, Theristicus caudatus, bandurria chaqueña o tas tas
- Familia CATHARTIDAE, Coragyps atratus, jote cabeza negra; Cathartes aura, jote cabeza colorada; Sarcoramphus papa, jote real
- Familia ANATIDAE, Dendrocygna viduata, sirirí; Dendrocygna autumnalis, sirirí vientre negro; ' 'Cairina moschata, pato real o picazo; Callonetta leucophrys, pato de collar o patillo; Amazonetta brasiliensis, pato cutirí
- Familia ACCIPITRIDAE, Gampsonix swainsonii, milano chico; Elanus leucurus, milano blanco; Ictinia missisipiensis, milano migrador; Circus cinereus, gavilán ceniciento; Accipiter eryhtronemius, esparvero chico; Accipiter bicolor, esparvero grande; Geranospiza caerulescens, gavilán patas largas; Buteogallus urubitinga, águila negra; Heterospizias meridionalis, aguilucho colorado; Parabuteo unicictus, gavilán mixto; Harpyaliaetus coronatus, águila coronada; Buteo magnirostris, gavilán; Buteo brachyurus, gavilán colicorta; Buteo swainsoni, aguilucho langostero; Buteo albicaudatus, aguilucho alas largas; Buteo polyosoma, aguilucho común
- Familia FALCONIDAE, Herpetoteres cachinans, guaicurú; Polyborus plancus, carancho; Milvago chimango, chimango; Spiziapteryx circumcinctus, halconcito gris; Falco sparverius, halconcito colorado; Falco femoralis, halcón plomizo; Falco rufigularis, halconcito negro; Falco deiroleucus, halcón lorero; Falco peregrinus, halcón peregrino;
- Familia CRACIDAE, Ortalis canicollis, charata
- Familia RALLIDAE, Gallinula chloropus, pollona negra
- Familia CARIAMIDAE, Chunga burmeisteri, chuña patas negras
- Familia RECURVIROSTRIDAE, Himantopus melanurus, tero real
- Familia CHARADRIDAE, Vanellus cayennensis, tero
- Familia SCOLOPACIDAE, Tringa solitaria, Playero Solitario; Calidris fuscicollis, Playero Rabadilla Blanca; Calidris melanotos, Playero Pectoral
- Familia COLUMBIDAE, Columba picazuro, Picazuró; Columba maculosa, Paloma Ala Manchada; Zenaida auriculata, Torcaza; Columbina picui, Torcacita; Columbina talpacoti, Torcacita Colorada; Leptotila verreauxi, Bumbuna
- Familia PSITTACIDAE, Aratinga acuticaudata, Calancate; Myiopsitta monacha, Cata; Brotogeris chiriri, Catita Ala Amarilla; Amazona aestiva, Loro Hablador
- Familia CUCULIDAE, Coccyzus cinereus, Cuclillo Gris; Coccyzus americanus, Cuclillo Pico Amarillo; Coccyzus melacoryphus, Cuclillo Pico Negro; Crotophaga ani, Anó Chico; Guira guira, Pirincho; Tapera naevia, Crespín
- Familia TYTONIDAE, Tyto alba, Lechuza de Campanario
- Familia STRIGIDAE, Otus choliba, Alicucú; Bubo virginianus, Ñacurutú o Quitilipi; Strix chacoensis, Lechuza Bataraz o Coco; Glaucidium brasilianum, Caburé; Athene cunicularia, Lechucita Vizcachera
- Familia NYCTIBIDAE, Nyctibius griseus, Urutaú o Cacuy
- Familia CAPRIMULGIDAE, Chordeiles minor, Añapero; Podager nacunda, Ñacundá; Caprimulgus rufus, Atajacaminos Rojizo; Caprimulgus longirostris, Atajacaminos Ñañarca; Caprimulgus parvulus, Atajacaminos Chico; Hydropsalis torquata, Atajacaminos Tijereta;
- Familia APODIDAE, Cypseloides rothschildi; Vencejo Negruzco; Chaetura meridionalis, Vencejo de Tormenta;
- Familia TROCHILIDAE, Chlorostilbon aureoventris, Picaflor Verde; Hylocharis chrysura, Picaflor Bronceado; Heliomaster furcifer, Picaflor de Barbijo; Heliomaster longirostris, Picaflor Estrella
- Familia BUCCONIDAE, Nystalus striatipectus, Durmilí
- Familia PICIDAE, Picumnus cirratus, Carpinterito Enano; Melanerpes candidus, Carpintero Blanco; Melanerpes cactorum, Carpintero de los Cardones; Picoides mixtus, Carpinterito Bataraz; Piculus chrysochloros, Carpintero Verde; Colaptes melanolaimus, Carpintero Real; Dryocopus schulzi, Carpintero Negro; Campephilus leucopogon, Carpintero Lomo Blanco
- Familia FURNARIIDAE, Upucerthia certhioides, Bandurrita Chaqueña; Furnarius rufus, Hornero; Furnarius cristatus, Hornero Copetón; Synallaxis frontalis, Pijuí Frente Gris; Synallaxis albescens, Pijuí Pálido; Cranioleuca phryrrhophia, Trepadorcito Blanco; Asthenes baeri, Canastero Chaqueño; Phacellodomus sibilatrix, Espinero Chico;  Coryphistera alaudina, Crestudo; Pseudoseisura lophotes, Cacholote
- Familia DENDROCOLAPTIDAE, Sittasomus grisceicapillus; Tarefero; Drymornis bridgesii, Chinchero Grande; Xiphocolaptes major, Picapalo Grande; Lepidocolaptes angustrirostris, Chinchero Chico; Campylorhamphus trochilirostris, Picapalo
- Familia THAMNOPHILIDAE, Taraba major, Chororó; Thamnophilus doliatus, Batará Listado; Thamnophilus caerulescens, Batará Gris; Myrmorchilus strigilatus, Hormiguero Estriado
- Familia RHINOCRIPTIDAE, Rhinocrypta lanceolata, Gallito Copetón; Melanopareia pallida, Gallito de Collar
- Familia TYRANNIDAE, Euscarthmornis margaritaceiventer, Mosqueta Ojo Dorado; Camptostoma obsoletum, Piojito Silbador; Sublegatus modestus, Suirirí Pico Corto; Suiriri suiriri, Suirirí; Elaenia spectabilis, Fiofío Grande; Elaenia parvirostris, Fiofío Pico Corto; Serpophaga subcristata; Piojito; Serpophaga griseiceps, Piojito Grisáceo; Inezia inornata, Piojito Picudo; Stigmatura budytoides, Calandrita; Pseudocolopterix dinellianus, Doradito Pardo; Euscathmus meloryphus, Barullero; Phylloscartes ventralis, Mosqueta Verdosa; Myiophobus fasciatus, Mosqueta Rayada; Cnemotriccus fuscatus, Mosqueta Parda; lathrotriccus euleri, Mosqueta Parda; Pyrocephalus rubinus, Churrinche; Xolmis coronata, Monjita Gris; Xolmis irupero, Monjita Blanca; Agriornis microptera, Gaucho; Knipolegus striaticeps, Viudita Chaqueña; Knipolegus hudsoni; Viudita Austral; Knipolegus aterrimus, Viudita Negra; Hymenops perspcillata, Pico de Plata; Fluvicola albiventer, Viudita Blanca; Machetornis rixosus, Picabuey; Casiornis rufa, Burlisto Colorado; Myiarchus swainsoni, Burlisto Ala Blanca; Myiarchus tyrannulus, Burlisto Cola Roja; Tyrannus melancholicus, Benteveo Real; Tyrannus savana, Tijereta; Griseotyrannus aurantioatrocristatus, Tontilo Gris; Megarynchus pitangua, Pitanguá; Myiodynastes maculatus, Benteveo Rayado; Pitangus sulphuratus, Benteveo; Pachyranphus viridis, Anabé Verdoso; Pachyramphus polychopterus, Anambé Negro
- Familia PHYTOTOMIDAE, Phytotoma rutila, Cortarramas
- Familia VIREONIDAE, Cyclarhis gujanensis, Juan Chiviro; Vireo olivaceus, Chiví
- Familia CORVIDAE, Cyanocorax chrysops, Urraca
- Familia HIRUNDINIDAE, Progne tapera, Golondrina Parda; Tachycineta leucorrhoa, Golondrina Ceja Blanca
- Familia TROGLODYTIDAE, Troglodytes aedon, Ratona
- Familia POLIOPTILIDAE, Polioptila dumicola, Azulito
- Familia TURDIDAE, Turdus rufiventris, Zorzal Colorado; Turdus amaurochalinus, Zorzal Blanco
- Familia MIMIDAE, Mimus triurus, Calandria real
- Familia PARULIDAE, Parula pitiayumi, Pitiayumí; Geotlypis aequinoctialis, Arañero; Casra Negra
- Familia THRAUPIDAE, Tachyphonus rufus, Frutero Negro; Piranga flava, Fueguero; Thraupis sayaca, Celestino; Thraupis bonariensis, Naranjero; Euphonia chlorotica, Tangará
- Familia EMBERIZIDAE, Saltatricula multicolor, Vira Vira; Coryphospingus cucullatus, Brasita; Lophospingus pusillus, Soldadito; Poospiza ornata, Ladrillito; Poospiza torquata, Vizcachita; Poospiza melanoleuca, Monterita Negra y Blanca; Volatina jacarina, Volatinero; Sporophila caerulescens, Corbatita; Tiaris obscura, Espiguero; Sicalis flaveola, Jilguero; Embernagra platensis, Verdón; Paroaria coronata, Cardenal; Aimophila strigiceps, Chingolo Corona Castaña; Ammodramus humeralis, Pajerito; Zonotrichia capensis, Chingolo
- Familia CARDINALIDAE, Pheucticus aureoventris, Rey del Bosque; Saltator coerulescens, Pepitero Gris; Saltator aurantiirostris, Pepitero de Collar; Cyanocompsa cyanea, Reinamora
- Familia ICTERIDAE, Cacicus solitarius, boyero pico blanco; Cacicus chrysopterus, boyero ala amarilla; Icterus cayanensis, boyerito; Agelaius ruficapillus, varillero congo; Agelaioides badius, músico; Molothrus bonariensis, renegrido o morajú; Molothrus rufoaxillaris, tordo pico corto; Leistes superciliaris, pecho colorado
- Familia FRINGILIDAE, Carduelis magellanica, cabecita negra

### Invertebrados
Entre los invertebrados, destacan especies de gran tamaño, como la langosta quebrachera y las arañas pollito, y los Pirpintos o mariposas lecheras, que en inmensos enjambres realizan importantes desplazamientos durante el verano.

## Gestión del parque

### Personal del parque
El Área Protegida cuenta con el Guardaparque Luis Bishels y el Guardaparque Baqueano Auxiliar Juan Verdún: control y vigilancia, recopilar información biológica y de manejo, asistir en las tareas de investigación que se realizan y desarrollar actividades de interpretación con el público visitante.

### Área de acampe
El Parque cuenta con un área de acampe, un quincho  y sanitarios. La época más propicia para visitar el Parque es en la primavera austral.   

### Recorridos y senderos
- Senderos para conocer el quebrachal.
  - 1: sendero más corto, 900 m, recorrida en 30 min, sin ningún tipo de dificultad en su trayecto
  - 2: mayor, 3,5 km, recomendable llevar agua, ya que el tiempo de recorrida puede llegar a 2 h; nunca alejarse del recorrido establecido del sendero o ingresar en picadas no habilitadas al visitante.

### Proyecto Ele
Para la conservación y uso sustentable del Loro Hablador y otros Psitácidos en la Argentina

## Historia
La Reserva de Biosfera "Loro Hablador" tiene corredores biológicos interruptos. En 2005,
la Cámara de Diputados de la Provincia sancionó una ley creando el Parque Provincial "Loro Hablador".
- El 1 de diciembre de 1998 se reservan 17.500 ha (con su parte central de 2500 ha no incluidas en ese parque) del departamento Güemes, con el Decreto N.º 2387/98.  La idea era concretar un área natural provincial protegida por la Ley provincial 4.358/96.

- En 2000, el Chaco tenía dos áreas provinciales protegidas por esa ley; el parque provincial de Pampa del Indio y el parque natural provincial Fuerte Esperanza.

- En 2001, se realizó en la Cámara de Diputados, una reunión con Gasko, presidente del Instituto de Colonización de Chaco; presidida por el diputado Guillermo Agüero. En esa reunión se opinaba que no se debía sancionar la ley respectiva hasta tanto no se corrigiera el error del área buffer de 2500 ha. Gasko reconoció y prometió "devolver estas tierras para la reserva" pues no estaban - a esa fecha - adjudicadas.

- En 2004, se sanciona la Ley provincial 5.471 declarando PARQUE NATURAL PROVINCIAL LORO HABLADOR a los terrenos de las Leguas A, B, y C del Lote 46 y las Leguas A, B, C y D del Lote 47, Zona E, Departamento General Güemes, de 17.500 ha